# Владимир Симуновић
Владимир Симуновић (Земун, 30. септембра 1993) српски је професионални фудбалер. Висок је 188 центиметара и игра на позицији штопера.

## Каријера
Симуновић је фудбалом почео да се бави у београдском Палилулцу са пет година старости. Две године касније отишао је у Земун, где је потом провео наредну деценију у млађим категоријама. За први тим Земуна, Симуновић је дебитовао у сезони 2010/11. у Првој лиги Србије, а прве поготке у сениорској каријери постигао је против Радничког из Крагујевца, 21. августа 2010, када је постигао оба гола своје екипе за нерешен резултат 2-2. По окончању сезоне, Симуновић је прешао у редове Колубаре, чији је члан био све до краја 2013, а потом се вратио у Земун у другом делу сезоне 2013/14 у Српској лиги Београда. Симуновић је, затим, током наредне сезоне наступао за Турбину Вреоци у истом такмичењу. Лета 2015. прешао је у БСК из Борче и за клуб наступао до краја календарске године. У наставку сезоне, Симуновић се прикључио екипи Инђије, за коју је наступао до краја такмичарске 2016/17, у којој је био најбоље оцењени играч клуба. Лета 2017. Симуновић је потписао професионални уговор са Радничким из Ниша, у трајању од три године. Симуновић је највећи део сезоне 2017/18. био стандардни играч у постави Радничког, те је до краја исте одиграо 29 утакмица у оба такмичења под окриљем Фудбалског савеза Србије.

## Контроверзе
Након окончане такмичарске 2017/18. сезоне, Симуновић је поднео захтев за раскид уговора Арбитражној комисији, по основу неисплаћених зарада, те је у августу 2018. клуб напустио као слободан играч. Последњег дана летњег прелазног рока, исте године, потписао је двогодишњи уговор са Спартаком из Суботице. Он се потом нашао на клупи за резервне играче на утакмици 7. кола Суперлиге Србије у сезони 2018/19, против Динама из Врања, али није улазио у игру. Неколико дана касније, решење о раскиду уговора са бившим клубом стављено је ван снаге услед повреде императивних прописа републике Србије, док је играч обрисан из регистра фудбалера градског савеза Ниша. Удружење фудбалских синдиката, ФИФпро упутило је пријаву Међународној федерацији фудбалских асоцијација против Фудбалског савеза Србије у марту 2019, поводом нерешеног случаја Владимира Симуновића. ФСС је оптужен да је поништио првобитну одлуку, а да је затим ангажовао нове арбитре који су донели одлуку у корист Радничког. Фудбалски савез се огласио саопштењем за јавност у ком се наводи да је арбитар својом одлуком поступио у супротности са имперaтивним прoписимa и јaвним пoретом Републике Србије, занемаривши приложене доказе, чиме је прекорачио своја законска овлашћења. Медији су у мају 2020. пренели да је ФИФА обуставила процес против Фудбалског савеза Србије, у вези са случајем.

## Репрезентација
Симуновић је био члан кадетске репрезентације Србије, за коју је у периоду од 2009. и 2010. године одиграо 14 утакмица и постигао 2 поготка. У међувремену се нашао и на списку селектора репрезентације за играче до 18 година старости, Александра Станојевића, за међународни турнир у Израелу.

## Статистика

#### Клупска
Ажурирано 21. маја 2020.
| Клуб             | Сезона   | Лига                | Лига    | Лига   | Национални куп | Национални куп | Европа  | Европа | Остало  | Остало | Укупно  | Укупно |
| Клуб             | Сезона   | Дивизија            | Наступа | Голова | Наступа        | Голова         | Наступа | Голова | Наступа | Голова | Наступа | Голова |
| ---------------- | -------- | ------------------- | ------- | ------ | -------------- | -------------- | ------- | ------ | ------- | ------ | ------- | ------ |
| Земун            | 2010/11. | Прва Лига Србије    | 28      | 3      | —              | —              | —       | —      | —       | —      | 28      | 3      |
| Колубара         | 2011/12. | Прва Лига Србије    | 9       | 0      | —              | —              | —       | —      | —       | —      | 9       | 0      |
| Колубара         | 2012/13. | Прва Лига Србије    | 6       | 0      | 1              | 0              | —       | —      | —       | —      | 7       | 0      |
| Колубара         | 2013/14. | Српска лига Београд | 0       | 0      | —              | —              | —       | —      | —       | —      | 0       | 0      |
| Колубара         | Укупно   | Укупно              | 15      | 0      | 1              | 0              | —       | —      | —       | —      | 16      | 0      |
| Земун            | 2013/14. | Српска лига Београд | 4       | 0      | —              | —              | —       | —      | —       | —      | 4       | 0      |
| Земун            | Укупно   | Укупно              | 32      | 3      | —              | —              | —       | —      | —       | —      | 32      | 3      |
| Турбина Вреоци   | 2014/15. | Српска лига Београд | 21      | 0      | —              | —              | —       | —      | —       | —      | 21      | 0      |
| БСК Борча        | 2015/16. | Прва Лига Србије    | 10      | 0      | 1              | 0              | —       | —      | —       | —      | 11      | 0      |
| Инђија           | 2015/16. | Прва Лига Србије    | 6       | 0      | —              | —              | —       | —      | —       | —      | 6       | 0      |
| Инђија           | 2017/18. | Прва Лига Србије    | 29      | 2      | 1              | 0              | —       | —      | —       | —      | 30      | 2      |
| Инђија           | Укупно   | Укупно              | 35      | 2      | 1              | 0              | —       | —      | —       | —      | 36      | 2      |
| Раднички Ниш     | 2017/18. | Суперлига Србије    | 28      | 0      | 1              | 0              | —       | —      | —       | —      | 29      | 0      |
| Спартак Суботица | 2018/19. | Суперлига Србије    | 0       | 0      | —              | —              | —       | —      | —       | —      | 0       | 0      |
| Каријера         | Каријера | Каријера            | 141     | 5      | 4              | 0              | —       | —      | —       | —      | 145     | 5      |